# Friede von Zadar

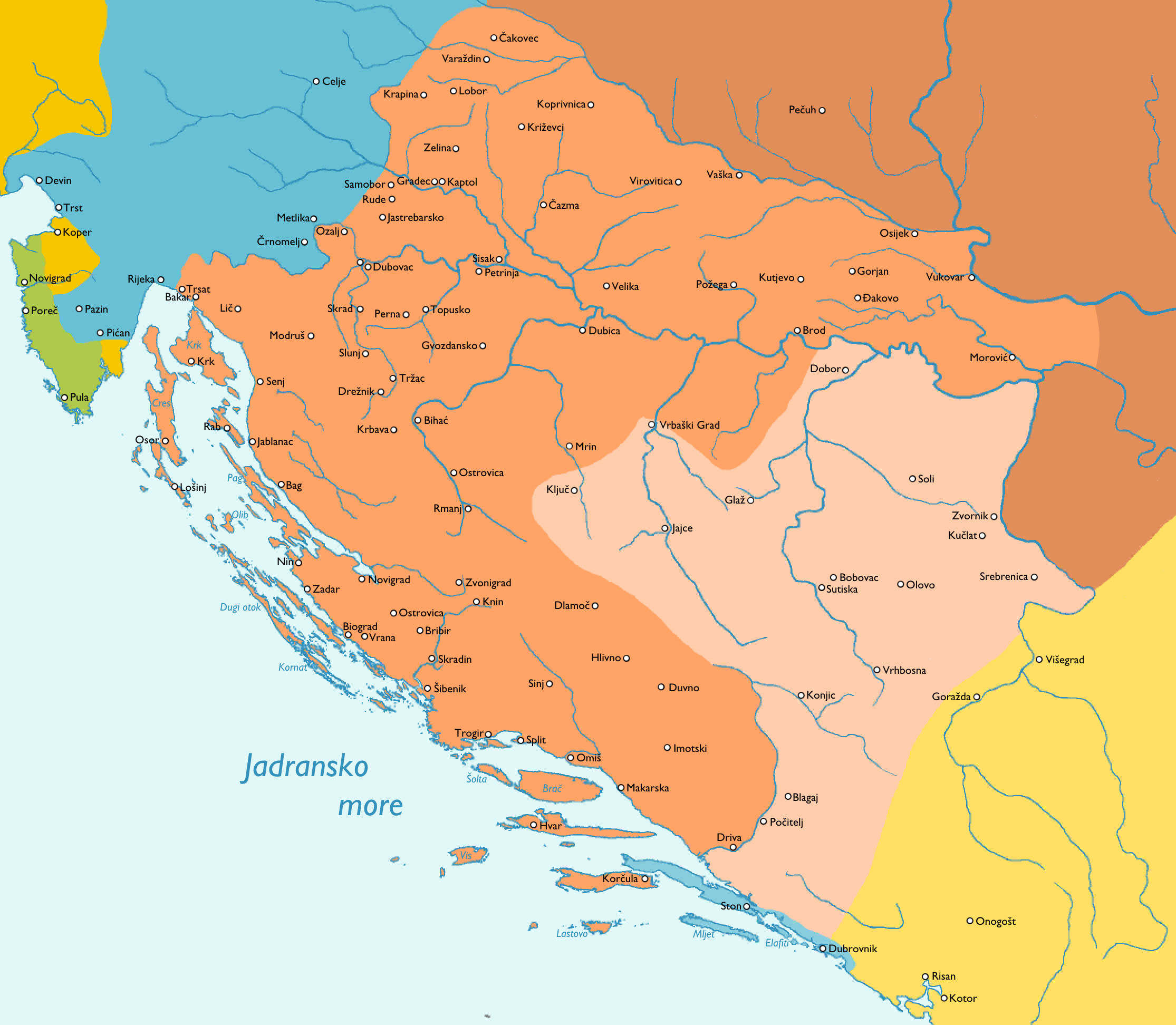
Friede von Zadar
Königreich Kroatien
Königreich Ungarn
Banschaft Bosnien
Herzogtum Österreich
Patriarchat von Aquileia
Republik Venedig
Republik Dubrovnik
Serbisches Reich

Der Friede von Zadar war ein Friedensvertrag, der am 18. Februar 1358 in Zadar (Zara) zwischen dem Königreich Kroatien in Personalunion mit Ungarn und der Republik Venedig geschlossen wurde und den Venezianischen Krieg 1356–1358 in Dalmatien beendete.

## Vorgeschichte
Der kroatisch-ungarische König Ludwig von Anjou war seit seiner Thronbesteigung 1342 bestrebt, die Machtposition des Kroatisch-Ungarischen Königreichs im Adriaraum auszubauen. Zu diesem Zweck führte er ab 1344 mehrere Kriege, sowohl gegen das Königreich Neapel in Süditalien als auch gegen die Republik Venedig in Dalmatien und Istrien. Bei der venezianischen Belagerung von Zadar (1345–1346) hatte er keinen Erfolg und die Stadt kam unter die Herrschaft der Venezianer. Aber im großen Krieg gegen die Venezianer 1356–1358 gelang es ihm, die venezianischen Truppen aus Dalmatien zu vertreiben und die gesamte nordöstliche Adriaküste (bis auf die Republik Ragusa) unter seine Kontrolle zu bringen.

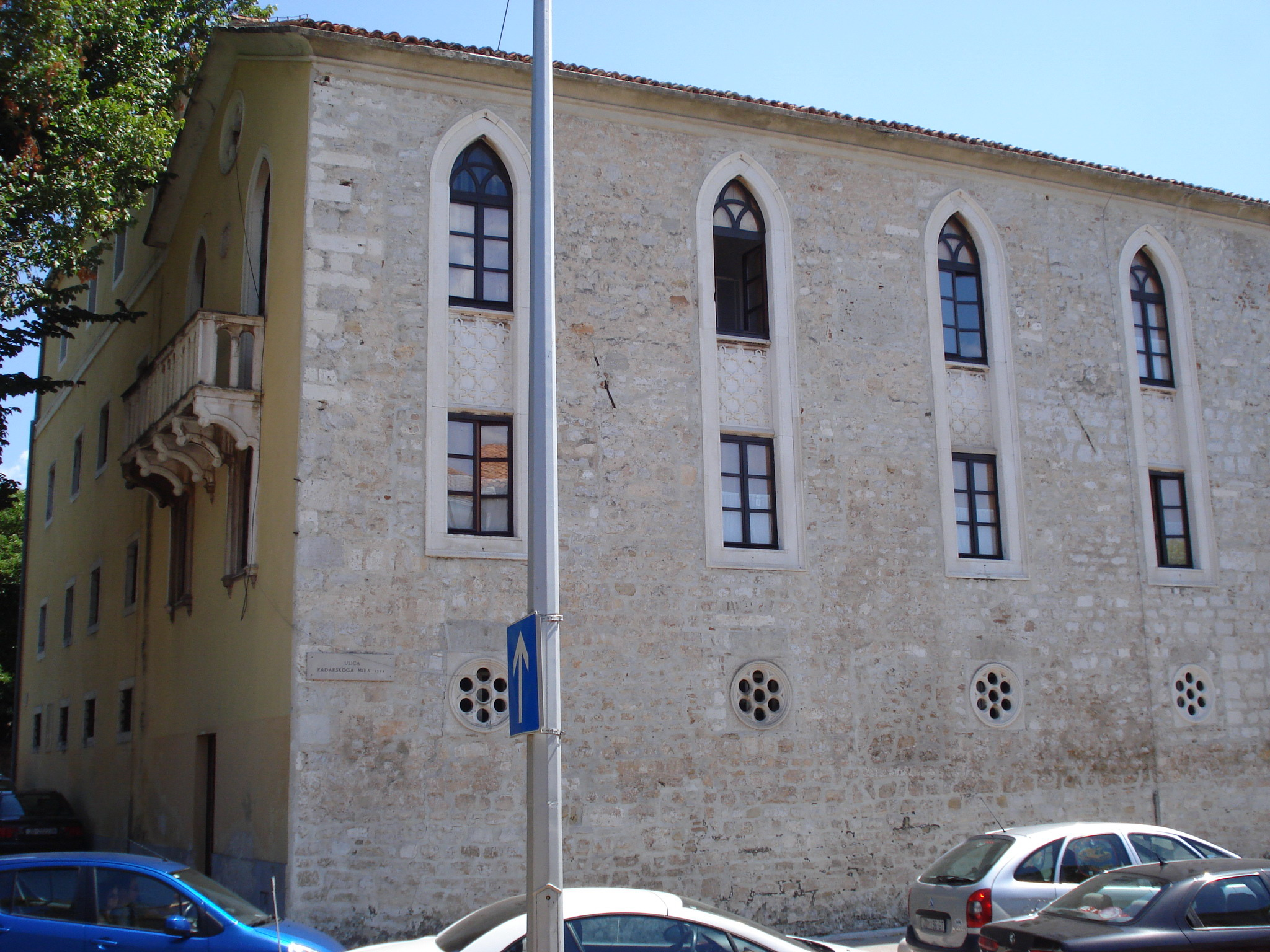
Heutiges Aussehen des Klosters des Heiligen Franziskus von Assisi, in dem der Friedensvertrag unterzeichnet wurde

## Friedensschluss
Im Februar 1358 erschien König Ludwig mit großem Gefolge in Zadar, wo er die Gesandten des Dogen von Venedig Giovanni Dolfin traf. In der Sakristei des Klosters des Heiligen Franz von Assisi, das sich im westlichen Teil Zadars befindet, wurde am 18. Februar 1358 der Vertrag unterzeichnet, in dem die Republik Venedig auf ganz Dalmatien und das nordkroatische Küstenland von der Kvarner-Bucht im Norden bis zur Bucht von Kotor im Süden sowie auf die Küste bis Durrës im heutigen Albanien verzichtete. Weiterhin durfte der Doge nicht mehr den Titel Herzog von Dalmatien tragen. Istrien dagegen blieb in den Händen der Venezianer.

## Nachwirkungen
Mit dem Frieden von Zadar war erstmals seit der Regierungszeit des Königs Dmitar Zvonimir (1075–1089) die ganze kroatische Küste wieder im Besitz der kroatisch-ungarischen Krone. Nur die Stadt Ragusa behielt als Republik Ragusa einen Sonderstatus als autonome Kommune. Trotz weiterer militärischer Auseinandersetzungen zwischen den Truppen König Ludwigs und seiner Verbündeten und den Streitkräften Venedigs in den Jahren 1378 bis 1381 blieben die Bestimmungen des Friedens von Zadar während der zweiten Hälfte des 14. Jahrhunderts in Kraft, bis Ladislaus von Neapel, der 1403 gekrönte König von Kroatien und Gegenkönig von Sigismund von Luxemburg um den kroatisch-ungarischen Thron, 1409 ganz Dalmatien für 100.000 Dukaten an die Republik Venedig verkaufte. Zadar wurde danach die Hauptstadt der venezianischen Provinz an der nordöstlichen Adriaküste und Sitz eines Provveditore.